# Spytek Bużeński
Spytek Bużeński herbu Poraj – kasztelan konarski sieradzki w latach 1632–1641, cześnik sieradzki w latach 1629–1631, skarbnik sieradzki w latach 1620–1627.
Syn kasztelana sieradzkiego Hieronima.
Studiował na Uniwersytecie w Padwie w latach 1601–1602.